# Grottesca

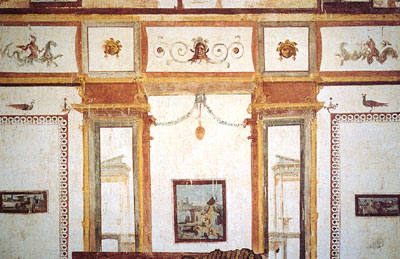
Le grottesche antiche della Domus Aurea

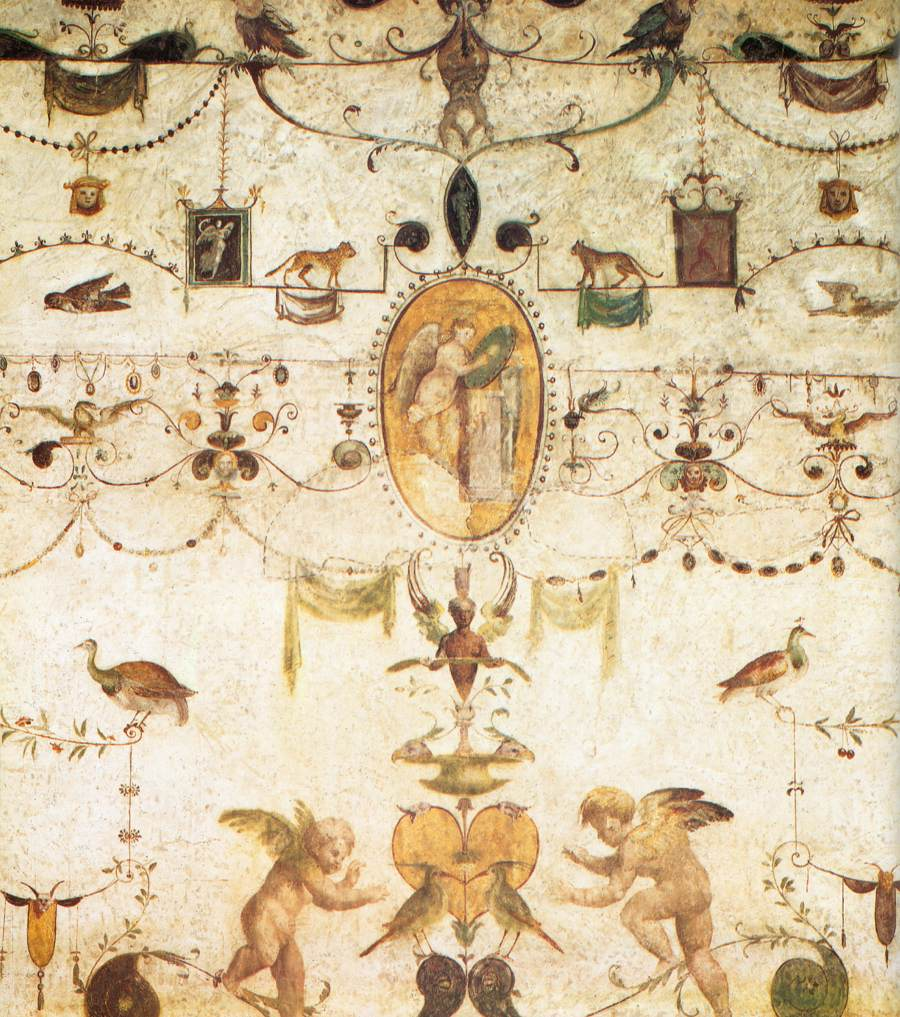
Grottesche della scuola di Raffaello, Loggetta del cardinal Bibbiena, Palazzo apostolico, Vaticano

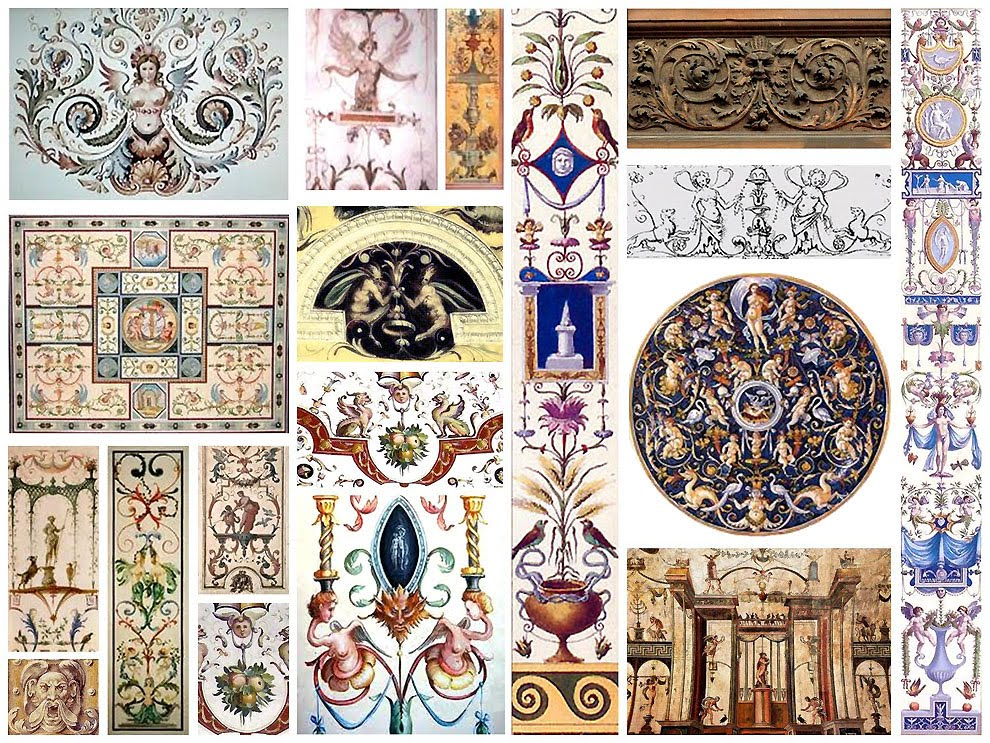
Motivi grotteschi rinascimentali in formati assortiti

Le grottesche sono un particolare tipo di decorazione pittorica parietale, che affonda le sue radici nella pittura romana di epoca augustea e che fu riscoperto e reso popolare a partire dalla fine del Quattrocento.
La decorazione a grottesca è caratterizzata dalla raffigurazione di esseri ibridi e mostruosi, chimere, spesso ritratte quali figurine esili ed estrose, che si fondono in decorazioni geometriche e naturalistiche, strutturate in maniera simmetrica, su uno sfondo in genere bianco o comunque monocromo.
Le figure sono molto colorate e danno origine a cornici, effetti geometrici e intrecci, ma sempre mantenendo una certa levità e ariosità, in quanto i soggetti sono in genere lasciati minuti, quasi calligrafici, sullo sfondo. L'illustrazione prevalentemente fantasiosa e ludica, non sempre persegue una funzione puramente ornamentale, ma riveste talvolta anche uno scopo didascalico ed enciclopedico, riproducendo inventari delle arti e delle scienze o raffigurazioni a carattere eponimo.

## Etimologia
Il nome, come spiega Benvenuto Cellini nella sua autobiografia, deriva dalle grotte del colle Esquilino a Roma che altro non erano che i resti sotterranei della Domus aurea di Nerone, scoperti nel 1480 e divenuti immediatamente popolari tra i pittori dell'epoca che spesso vi si fecero calare per studiare le fantasiose pitture rinvenute. Tra questi vi furono Filippino Lippi, il Pinturicchio, Raffaello, Giovanni da Udine, il Morto da Feltre, Bernardo Poccetti, Marco Palmezzano, Gaudenzio Ferrari e altri che in seguito diffusero questo stile dando vita a quella che il Longhi definisce la "curiosa civiltà delle grottesche".
(Cristina Acidini (1999), pp. 13-14)

## Fasi storiche in Italia
Le grottesche erano utilizzate nell'antichità romana e stando agli scavi delle ville imperiali del Palatino i primi esempi noti risalgono alla seconda metà del I secolo a.C. (42-36 a.C. per la casa di Augusto, 30 a.C. per l'Aula Isiaca che si distingue per l'uso di preziosi inserti a foglia d'oro).

Vitruvio, nel suo De architectura libro VII, cap. V, §§3-4, condannò la moda di questi ornamenti. La polemica vitruviana si affida tanto a un criterio estetico (le creazioni ibride contravvenendo alle leggi di Natura sono contrarie al canone della mimesis) quanto a un criterio morale (le pitture fantasiose sono puro pretesto a sfoggio di ricchezza smodata in quanto privilegiano l'uso di colori costosi quali il blu di Armenia o il porpora e il cinabro, in contrasti cromatici violenti tesi ad impressionare lo sguardo secondo un gusto alieno alla sobrietà dell'arte ufficiale che vuole opporsi allo stile dell'Oriente ellenistico). Ma allora, come nel Cinquecento, la loro diffusione fu inarrestabile, essendo adottata dalla stessa famiglia imperiale.
Nel 1480, in seguito al ritrovamento di questo genere di decorazione nella Domus Aurea di Nerone, le grottesche vennero riproposte sotto pretesto della imitatio antiquitatis. Il Vasari dedica loro il capitolo XXVII della sua Introduzione alle tre arti del disegno, e seguendo l'esempio vitruviano le definì "pitture licenziose e ridicole molto", traendo tuttavia motivo di orgoglio dal fatto che il modello antico sia stato reinterpretato dai moderni con esiti superiori all'archetipo neroniano.

Di fatto, pittori illustri come Filippino Lippi, il Pinturicchio, Amico Aspertini e il Sodoma furono tra i primi a utilizzare queste stravaganze antiche. Secondo il Vasari il primo fu il pittore chiamato "Morto da Feltre". Lo storico dell'arte Giorgio Vasari nelle sue Vite afferma che Morto fu il primo a riuscire nell'intento di riproporre lo stile delle grottesche dopo averle studiate a fondo calandosi all'interno della Domus Aurea. Egli poi si recò per mesi a Tivoli nella villa di Adriano, percorse la via Campana e arrivò fino a Pozzuoli alla ricerca delle tracce di questo tipo di decorazioni che erano visibili solo nel sottosuolo. Ne propose poi a Firenze nel talamo di Agnolo Doni e nella stanza di mastro Valerio nel convento dei Serviti. Proprio quest'ultima decorazione è oggi nota grazie agli studi di Roberto Manescalchi che la ritrovò in un ambiente abbandonato dell'ex convento dei Servi di Maria all'Annunziata di Firenze. Da lui e dal laboratorio delle pietre dure di Firenze che l'hanno pulita, l'opera  è stata attribuita al Morto da Feltre. Nel 1990 ne sono state ritrovate durante una ristrutturazione anche a Feltre, nel talamo di casa de' Mezzan e nella stanza di Venere anadiomene. Il Morto lasciò traccia di sé specialmente nei suoi dipinti e nel testo vasariano.
Fu la bottega di Raffaello Sanzio ad effettuare una vera e propria riforma di questo genere aumentando così il numero di richieste da parte dei committenti e instaurando una sorta di canone che sarà ripreso dal Manierismo. Giovanni da Udine, contrariamente al Morto da Feltre, diede vitalità e vivacità a questo genere, ponendo l'accento sugli aspetti più naturalistici ed eliminando le componenti più fantastiche e le inquietanti mostruosità pagane.
Con la fine del Manierismo non si estinse del tutto la grottesca. Il criticato ornamento si nascose per riapparire nel Seicento sotto forma di geroglifico, arabesco o chinoiserie.

## Oltre le Alpi
Grazie alle riproduzioni a stampa delle decorazioni murali della Domus Aurea, eseguite da artisti come l'italiano Enea Vico, i francesi Antoine Lafrery e Jacques Androuet du Cerceau, i fiamminghi Hieronymus Cock, Cornelis Floris e Cornelis Bos, la moda delle grottesche si diffuse velocemente in Francia, nelle Fiandre e nei Paesi tedeschi assumendo, già nel corso del Cinquecento, caratteristiche ben lontane dalle origini. Le nuove raffigurazioni, solitamente proposte in corposi cataloghi ad uso di pittori, decoratori, arazzieri, scultori, ceramisti, orefici, ebanisti, invasero ben presto ogni ambito della vita quotidiana, dalle pareti, ai soffitti, alle inferriate, ai portoni, alla stoviglieria, alle posaterie, ai gioielli e persino nelle tombe.
In quella stessa epoca si assistette alla proliferazione di "alfabeti grotteschi" che in un certo senso proseguivano la tradizione degli alfabeti ornamentali di tradizione medievale, ma adattando le lettere a un nuovo gusto estetico, mescolando liberamente essere umani, animali e vegetali, talvolta inserendo dettagli osceni, come nel caso del Meister VPR, oppure sintetizzando personaggi biblici, come fece Johann Théodor de Bry, o ideando giochi di fanciulli, come fece Lucas Kilian; l'elenco degli autori che espressero la loro fantasie negli "alfabeti grotteschi" potrebbe occupare una voce enciclopedica a se stante.
Nel corso del Settecento, le decorazioni a grottesca si arricchirono ulteriormente adeguandosi alla moda delle cineserie, introducendo nel repertorio classico nuovi elementi esotici, come pagode, donne in chimono, dragoni e ideogrammi. Poi, sul finire del secolo, con l'avvento del Neoclassicismo ci fu un deciso ritorno alle origini. Le decorazioni murali ritrovate negli scavi di Pompei ispirarono numerosi artisti, che a loro volta suggerirono un vasto campionario cui fare riferimento per decorazioni murali, arredi e oggettistica d’ogni genere: basti citare le centinaia di incisioni prodotte da Michelangelo Pergolesi, che fecero scuola in Inghilterra e nelle Americhe sino alla metà dell’Ottocento.
L'Ottocento vide il passaggio delle grottesche dal mondo aristocratico a quello borghese, portando alla nascita di uno stile eclettico che rielaborava tutto il repertorio precedente, sebbene alleggerito da tanti orpelli che avevano contraddistinto il Barocco e il Rococò. Come ha notato lo storico Giordano Berti, furono soprattutto le manifatture ceramiche a caratterizzarsi in questo senso, ma anche le fonderie nelle quali si producevano, specialmente in Italia, Francia e Germania, "mascheroni" in ghisa o bronzo per battenti di portoni, maniglie e altri oggetti decorativi, inclusi gli apparati per la mensa. Anche le botteghe di ebanisteria trovarono ampio spazio creativo, raccogliendo vecchi modelli adattati al nuovo gusto, più sobrio e comunque distintivo della nuova classe dominante.

La moda delle grottesche si estese fino agl'inizi del Novecento, alimentando l'eclettismo dell'Art Nouveau, detta Liberty in Italia, soprattutto nelle decorazioni murali.

## Significato metaforico
Il termine grottesco col tempo ha cambiato significato, passando dalle arti figurative alla letteratura fantastica: da lì è entrato nel linguaggio comune e oggi indica qualcosa di bizzarro e inconsueto, assumendo poi la connotazione di "ridicolo", ironizzante e caricaturale.
La critica estetica vi individuava, già nei secoli scorsi, i caratteri della fantasia, dell'assenza di proporzioni e della comicità, con una linea di confine assai tenue con il tragico.
Con il termine grotteschi venivano anche indicati genericamente anche i caratteri tipografici lineari o quelli di fantasia, soprattutto nell’Ottocento e nel primo Novecento.